# Avatansaka sútra
Avatamsaka sútra (čínsky 華嚴經 Ta-fang-kuang-fo-chua-jen-ťing, japonsky Kegon kjó), také Buddhávatansakasútra, celým názvem Mahávaipuljabuddhávatansakasútra, je buddhistická sútra mahájánového buddhismu. Patří k nejvlivnějším mahájánovým textům východní Asie. Název sútry by se dal přeložit jako Sútra o Buddhově girlandě.
V textu se hovoří o totožnosti buddhy, člověka a celého vesmíru. Je důležitá především pro čínskou školu Chua-jen a její japonskou podobu, školu Kegon.